# KÍ Klaksvík (féminines)
Maillots
Le Klaksvíkar Ítróttarfelag ou KÍ Klaksvík est la section féminine du club féroien du KÍ Klaksvík. C'est le club le plus titré du pays avec 23 sacres de champion des Îles Féroé, et le club qui compte le plus de participations en coupe d'Europe (19).

## Histoire
La section de football féminin du KÍ Klaksvík (fondé en 1904) est créée en 1985, l'année où est également créé le Championnats des Îles Féroé. L'équipe y participe depuis le début et ne connaîtra jamais la relégation. Si lors de la première saison le club termine à la deuxième place de son groupe, en 1987 il termine à la dernière place avec zéro point, il ne sera sauvé que par un championnat qui passe de sept à huit équipes.
En 1991 et 1992, le KÍ Klaksvík termine à la deuxième place, en 1996 il sera de nouveau vice-champion et atteindra la même année la finale de Coupe des Îles Féroé. L'année suivante le club remporte son premier titre de champion.
De 2000 à 2016, Klaksvík remporte tous les championnats et depuis 2006 détient le record de victoires. Dix fois le club terminera le championnat invaincu.

## Palmarès
| Compétitions nationales |
| --- |
| - Championnat des Îles Féroé - Champion (23) : 1997, 2000, 2001, 2002, 2003, 2004, 2005, 2006, 2007, 2008, 2009, 2010, 2011, 2012, 2013, 2014, 2015, 2016, 2019, 2020, 2021, 2022, 2023 - Vice-champion (5) : 1985, 1991, 1992, 1996, 2017 - Coupe des Îles Féroé - Vainqueur (16) : 2000, 2002, 2003, 2004, 2006, 2007, 2008, 2010, 2011, 2012, 2013, 2014, 2015, 2016, 2020, 2022 - Finaliste (7) : 1996, 1997, 1999, 2001, 2005, 2009, 2023 - Supercoupe des Îles Féroé - Vainqueur (4) : 2021, 2023, 2024 et 2025 - Finaliste (1) : 2022 |

## Parcours en coupe d'Europe
Bien que le club soit recordman du nombre de participations en coupe d'Europe, et a été jusqu'à 2018 le seul club ayant participé à toutes les éditions, il n'a jamais passé un tour dans la compétition.
| Saison    | Tour                      | Adversaire            | Aller      | Retour     | Score total |
| --------- | ------------------------- | --------------------- | ---------- | ---------- | ----------- |
| 2001-2002 | Phase de groupes          | USC Landhaus Vienne   | 2 - 1      | 2 - 1      | 2 - 1       |
| 2001-2002 | Phase de groupes          | Helsinki JK           | 4 - 0      | 4 - 0      | 4 - 0       |
| 2001-2002 | Phase de groupes          | Torres CF             | 4 - 0      | 4 - 0      | 4 - 0       |
| 2002-2003 | Phase de groupes          | Umeå IK               | 7 - 0      | 7 - 0      | 7 - 0       |
| 2002-2003 | Phase de groupes          | AC Sparta Prague      | 4 - 0      | 4 - 0      | 4 - 0       |
| 2002-2003 | Phase de groupes          | TKSK Visa Tallinn     | 2 - 0      | 2 - 0      | 2 - 0       |
| 2003-2004 | Phase de groupes          | Fulham                | 8 - 0      | 8 - 0      | 8 - 0       |
| 2003-2004 | Phase de groupes          | Ter Leede             | 5 - 0      | 5 - 0      | 5 - 0       |
| 2003-2004 | Phase de groupes          | Codru Chişinău        | 5 - 3      | 5 - 3      | 5 - 3       |
| 2004-2005 | 1re phase de groupes      | Metalist Kharkiv      | 2 - 1      | 2 - 1      | 2 - 1       |
| 2004-2005 | 1re phase de groupes      | AZS Wrocław           | 1 - 5      | 1 - 5      | 1 - 5       |
| 2004-2005 | 1re phase de groupes      | Cardiff City          | 0 - 4      | 0 - 4      | 0 - 4       |
| 2005-2006 | 1re phase de groupes      | FC Lucerne            | 5 - 1      | 5 - 1      | 5 - 1       |
| 2005-2006 | 1re phase de groupes      | Codru Chişinău        | 1 - 4      | 1 - 4      | 1 - 4       |
| 2005-2006 | 1re phase de groupes      | ZFK Škiponjat         | 1 - 1      | 1 - 1      | 1 - 1       |
| 2006-2007 | 1re phase de groupes      | FCF Juvisy            | 6 - 0      | 6 - 0      | 6 - 0       |
| 2006-2007 | 1re phase de groupes      | Hibernian             | 1 - 2      | 1 - 2      | 1 - 2       |
| 2006-2007 | 1re phase de groupes      | Espanyol Barcelone    | 7 - 0      | 7 - 0      | 7 - 0       |
| 2007-2008 | 1re phase de groupes      | ADO La Haye           | 1 - 1      | 1 - 1      | 1 - 1       |
| 2007-2008 | 1re phase de groupes      | Valur Reykjavík       | 6 - 0      | 6 - 0      | 6 - 0       |
| 2007-2008 | 1re phase de groupes      | FC Honka              | 4 - 1      | 4 - 1      | 4 - 1       |
| 2008-2009 | 1re phase de groupes      | FC Femina             | 3 - 1      | 3 - 1      | 3 - 1       |
| 2008-2009 | 1re phase de groupes      | Zvezda 2005           | 8 - 0      | 8 - 0      | 8 - 0       |
| 2008-2009 | 1re phase de groupes      | Gintras Universitetas | 2 - 2      | 2 - 2      | 2 - 2       |
| 2009-2010 | Phase de qualifications   | Montpellier HSC       | 2 - 0      | 2 - 0      | 2 - 0       |
| 2009-2010 | Phase de qualifications   | FC NSA Sofia          | 1 - 2      | 1 - 2      | 1 - 2       |
| 2009-2010 | Phase de qualifications   | ZFK Tikvesanka        | 4 - 2      | 4 - 2      | 4 - 2       |
| 2010-2011 | Phase de qualifications   | Everton               | 6 - 0      | 6 - 0      | 6 - 0       |
| 2010-2011 | Phase de qualifications   | Gintras Universitetas | 0 - 0      | 0 - 0      | 0 - 0       |
| 2010-2011 | Phase de qualifications   | FK Borec              | 0 - 2      | 0 - 2      | 0 - 2       |
| 2011-2012 | Phase de qualifications   | Mosta FC              | 1 - 0      | 1 - 0      | 1 - 0       |
| 2011-2012 | Phase de qualifications   | ŽFK Spartak Subotica  | 4 - 2      | 4 - 2      | 4 - 2       |
| 2011-2012 | Phase de qualifications   | Glasgow City          | 0 - 5      | 0 - 5      | 0 - 5       |
| 2012-2013 | Phase de qualifications   | Apollon Limassol      | 7 - 0      | 7 - 0      | 7 - 0       |
| 2012-2013 | Phase de qualifications   | Zhytlobud-1 Kharkiv   | 1 - 2      | 1 - 2      | 1 - 2       |
| 2012-2013 | Phase de qualifications   | KS Ada Velipojë       | 1 - 11     | 1 - 11     | 1 - 11      |
| 2013-2014 | Phase de qualifications   | ŽFK Ekonomist         | 1 -1       | 1 -1       | 1 -1        |
| 2013-2014 | Phase de qualifications   | Atlético Ouriense     | 2 - 1      | 2 - 1      | 2 - 1       |
| 2013-2014 | Phase de qualifications   | FCF Zürich            | 0 - 3      | 0 - 3      | 0 - 3       |
| 2014-2015 | Phase de qualifications   | KS Vllaznia Shkodër   | 1 - 2      | 1 - 2      | 1 - 2       |
| 2014-2015 | Phase de qualifications   | Gintras Universitetas | 1 - 0      | 1 - 0      | 1 - 0       |
| 2014-2015 | Phase de qualifications   | Apollon Limassol      | 1 - 3      | 1 - 3      | 1 - 3       |
| 2015-2016 | Phase de qualifications   | Apollon Limassol      | 2 - 0      | 2 - 0      | 2 - 0       |
| 2015-2016 | Phase de qualifications   | Stjarnan              | 0 - 4      | 0 - 4      | 0 - 4       |
| 2015-2016 | Phase de qualifications   | Hibernians FC         | 3 - 3      | 3 - 3      | 3 - 3       |
| 2016-2017 | Phase de qualifications   | Apollon Limassol      | 5 - 0      | 5 - 0      | 5 - 0       |
| 2016-2017 | Phase de qualifications   | PAOK Salonique        | 1 - 1      | 1 - 1      | 1 - 1       |
| 2016-2017 | Phase de qualifications   | KF Hajvalia           | 1 - 1      | 1 - 1      | 1 - 1       |
| 2017-2018 | Phase de qualifications   | Stjarnan              | 9 - 0      | 9 - 0      | 9 - 0       |
| 2017-2018 | Phase de qualifications   | ŽNK Osijek            | 0 - 4      | 0 - 4      | 0 - 4       |
| 2017-2018 | Phase de qualifications   | ŽFK Istatov           | 1 - 6      | 1 - 6      | 1 - 6       |
| 2020-2021 | 1er tour de qualification | Vålerenga             | 7 - 0      | 7 - 0      | 7 - 0       |
| 2021-2022 | 1er tour de qualification | Breiðablik Kópavogur  | 7 - 0      | 7 - 0      | 7 - 0       |
| 2021-2022 | 1er tour de qualification | Flora Tallinn         | 0 - 1      | 0 - 1      | 0 - 1       |
| 2022-2023 | 1er tour de qualification | FC Zurich             | 6 - 0      | 6 - 0      | 6 - 0       |
| 2022-2023 | 1er tour de qualification | FK RFS                | 1 - 2a. p. | 1 - 2a. p. | 1 - 2a. p.  |
| 2023-2024 | 1er tour de qualification | ŽFK Spartak Subotica  | 7 - 0      | 7 - 0      | 7 - 0       |
| 2023-2024 | 1er tour de qualification | HB Køge               | 3 - 1      | 3 - 1      | 3 - 1       |